# Aéroport de Marioupol
Pour les articles homonymes, voir MPW.
L'aéroport de Marioupol  (ukrainien : Міжнародний аеропорт Маріуполь), situé près de la ville de Marioupol, dans l'oblast de Donetsk, en Ukraine.

## Histoire
Aussi connu comme Jdanov Airport Жданов Аеропорт, il est sans trafic depuis 2009 et fermé depuis 2014,.
Il était en projet depuis 1930 et son premier vol en 1931. Il ne fut actif qu'à partir de la Seconde Guerre mondiale. En 1967, il avait un trafic de 120 000 passagers par an.
Le 26 mai 2004, il reçut sa certification internationale pour des vols de fret et internationaux.

## Situation
| Berdiansk Oujhorod Brody Ouman Kanatove Konotop Djankoï Tchouhouïv Kryvyï Rih Donetsk Sébastopol DniproVesseloïeBaheroveHorodokChersonèseGvardeïskoïeKatchaIvano-Frankivsk Izmaïl JovtneveJytomyr Koulbakino Kharkiv · Charcovie Khmelnytskyï Kherson KrementchoukKiev/Kyïv · Jouliany Kiev/Kyïv · Boryspil Kryvyï Rih Kolomya Loutsk Louhansk LvivMarioupol Mykolaïv Myrhorod Nijyn Odessa Poltava Rivne Sambir Simferopol Starokostiantyniv Tchernivtsi Vinnytsia Zaporijjia |

## Note
1. ↑  en l'honneur de Andreï Jdanov.
2. ↑  Three airports in the East Ukraine closed until better times « https://web.archive.org/web/20140714125625/http://www.ukrinform.ua/ukr/news/tri_aeroporti_na_shodi_ukraiini_zakrilisya_do_krashchih_chasiv_1948364 »(Archive.org • Wikiwix • Archive.is • Google • Que faire ?), 14 juillet 2014. Ukrinform. 19 June 2014
3. ↑  (uk) UEFA did not allow Mariupol to play League matches at home, Ukrayinska Pravda (22 June 2018)